# Бжескі-Колакі
Бжескі-Колакі (пол. Brzeski-Kołaki) — село в Польщі, у гміні Хожеле Пшасниського повіту Мазовецького воєводства.
Населення — 136 осіб (2011).
У 1975-1998 роках село належало до Остроленцького воєводства.

## Демографія
Демографічна структура станом на 31 березня 2011 року:
|          | Загалом | Допрацездатний вік | Працездатний вік | Постпрацездатний вік |
| -------- | ------- | ------------------ | ---------------- | -------------------- |
| Чоловіки | 71      | 18                 | 49               | 4                    |
| Жінки    | 65      | 18                 | 35               | 12                   |
| Разом    | 136     | 36                 | 84               | 16                   |